# Cave Island (Südliche Shetlandinseln)
Cave Island (von englisch cave ‚Höhle‘) ist eine kleine Insel im Archipel der Südlichen Shetlandinseln. Sie ist die zweitgrößte der Meade-Inseln und liegt in der nördlichen Einfahrt zur McFarlane Strait zwischen der Livingston-Insel und Greenwich Island.
Besonderes und namensgebendes Merkmal dieser Insel ist eine große Höhle an der Südküste. Die Benennung nahmen Wissenschaftler der britischen Discovery Investigations im Zuge von Vermessungen im Jahr 1935 vor.